# Grand-Champ
Grand-Champ település Franciaországban, Morbihan megyében. Lakosainak száma 5859 fő (2022. január 1.). Grand-Champ Moustoir-Ac, Colpo, Locmaria-Grand-Champ, Meucon, Plescop, Plumergat és Brandivy községekkel határos.

## Népesség
A település népességének változása:
| Lakosok száma | 2662 | 3503 | 3897 | 4691 | 5165 | 5295 | 5404 | 5552 | 5612 | 5859 |
|               | 1968 | 1982 | 1990 | 2006 | 2013 | 2015 | 2017 | 2019 | 2020 | 2022 |